# 康拉德·哲尔吉
康拉德·哲尔吉（匈牙利語：Konrád György，1933年4月2日—2019年9月13日），是匈牙利犹太人，小说家，散文家。曾在1990年至1993年担任国际笔会主席，1997年至2003年担任柏林艺术学院院长。

## 生平
1933年生于德布勒森的一个犹太家庭，在犹太人大屠杀中幸免遇难。1956年毕业于羅蘭大學，同年参加了反抗苏联武装占领运动，后来成为社会主义政体的持不同政见者，遭到当局迫害。东欧剧变后，于1990年至1993年担任国际笔会主席，1997年至2003年担任柏林艺术学院院长。
2019年9月13日在布达佩斯家中去世。
著有《城市建设者》、《失败者》、《花园中的盛宴》（1987年）。

## 中文译本
- [匈]哲尔吉·康拉德. . 由徐芳园翻译. 人民日报出版社. 2019年1月. ISBN 9787511556967.